# Chiesa di San Rocco (Tizzano Val Parma)
La chiesa di San Rocco è un luogo di culto cattolico dalle forme neoclassiche e neogotiche, situato in via Belvedere Emilia a Musiara Superiore, frazione di Tizzano Val Parma, in provincia e diocesi di Parma; è sede di una parrocchia compresa nella zona pastorale della Montagna.

## Storia
Il luogo di culto fu costruito in epoca tardomedievale; la più antica testimonianza dell'esistenza dell'oratorio, intitolato a san Rocco, risale al 1º luglio 1491.
L'edificio fu citato anche nel 1520 nel Catalogus Beneficiorum Civitatis et Diocesis Parmae.
Nel 1564 la chiesa di San Giorgio di Musiara Inferiore fu elevata a sede parrocchiale e l'oratorio di Musiara Superiore, cui era unita da tempo, rimase suo sussidiario.
Il 13 dicembre 1613, su richiesta degli abitanti della località di Musiara Superiore, il luogo di culto fu elevato a sede di parrocchia autonoma, in cambio della promessa, mantenuta nel 1630, di dotarlo di un beneficio ecclesiastico a carico dei fedeli.

## Descrizione

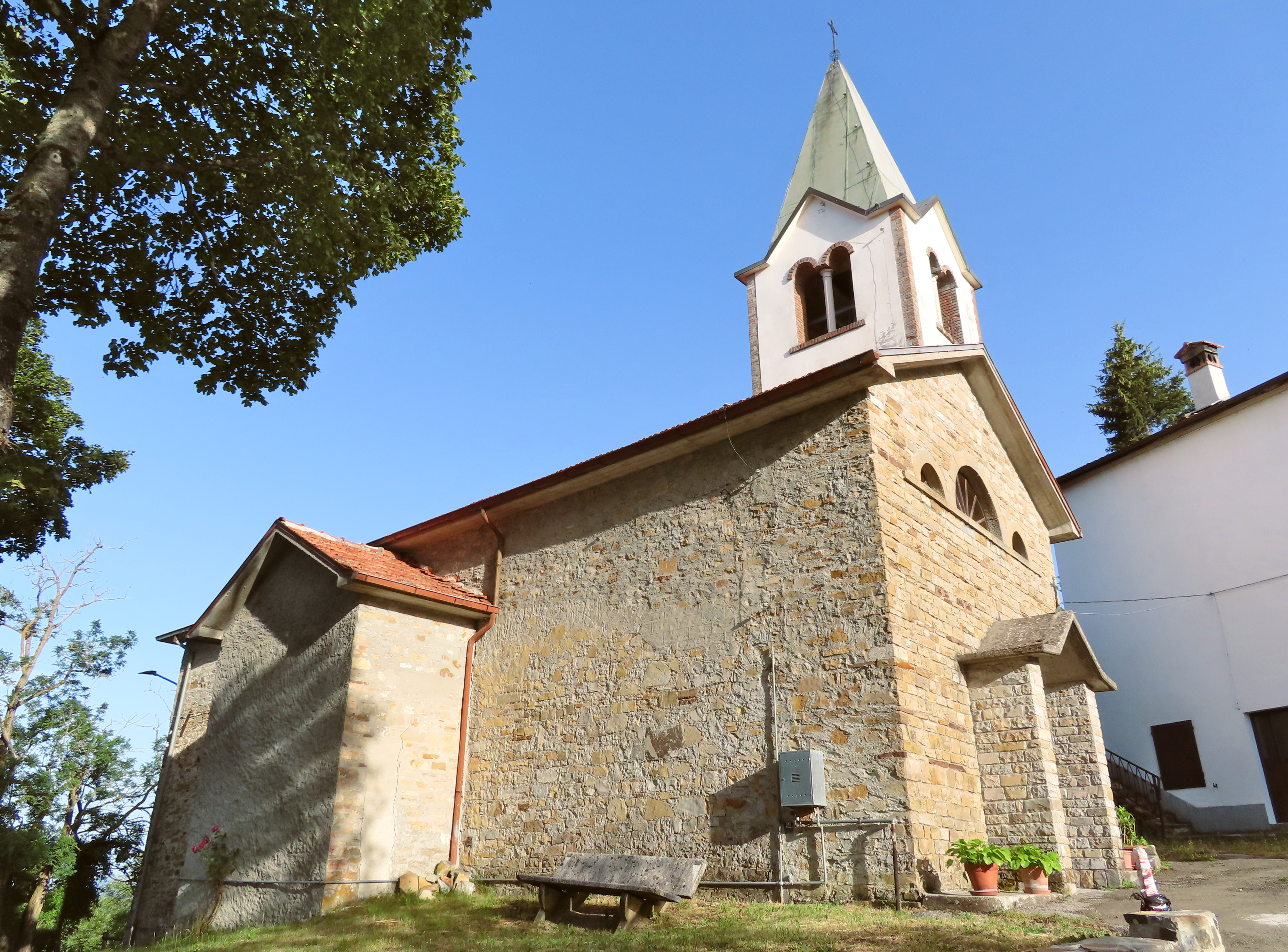
Facciata e lato nord

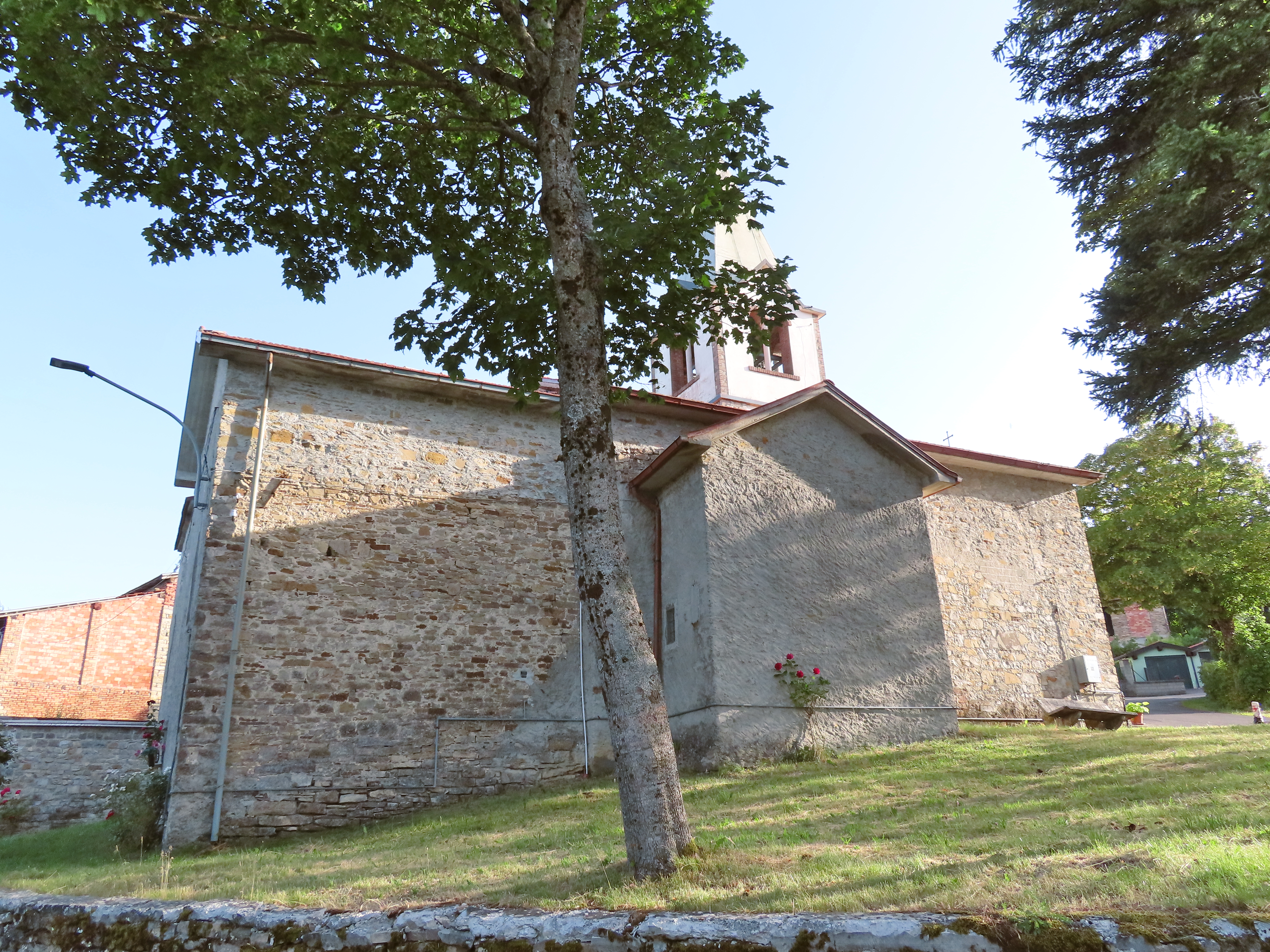
lato nord

La chiesa si sviluppa su un impianto a navata unica affiancata da una cappella sulla sinistra, con ingresso a ovest e presbiterio a est.
La simmetrica facciata a capanna, interamente rivestita in pietra come il resto dell'edificio, presenta nel mezzo il portale d'ingresso, riparato da un piccolo portico a capanna; più in alto si aprono tre finestre a lunetta, di cui la centrale più ampia.
Dal fianco sinistro aggetta il volume della cappella, mentre sul lato opposto si erge su tre ordini il campanile intonacato con basamento in pietra, accessibile anteriormente attraverso una porticina ad arco ribassato; superiormente in corrispondenza degli spigoli si elevano delle lesene in pietra, mentre la cella campanaria si affaccia sulle quattro fronti attraverso bifore cuspidate scandite da colonnine; a coronamento si staglia una guglia piramidale metallica.
All'interno la navata intonacata, coperta da un soffitto a due falde, è affiancata sulla sinistra da un'ampia arcata a tutto sesto che dà accesso alla cappella, chiusa superiormente da una volta a botte.
Il presbiterio, lievemente sopraelevato, è preceduto dall'arco trionfale; l'ambiente, coronato da una volta a botte lunettata, accoglie nel mezzo l'altare maggiore marmoreo a mensa, aggiunto tra il 1970 e il 1980; sul fondo, tra due finestre, si staglia la pala raffigurante San Rocco guarisce gli appestati, eseguita nel 1846 da Giovanni Tebaldi su commissione della duchessa di Parma Maria Luigia.
La chiesa conserva inoltre un altare settecentesco dipinto e un'acquasantiera seicentesca.